# Melnitz

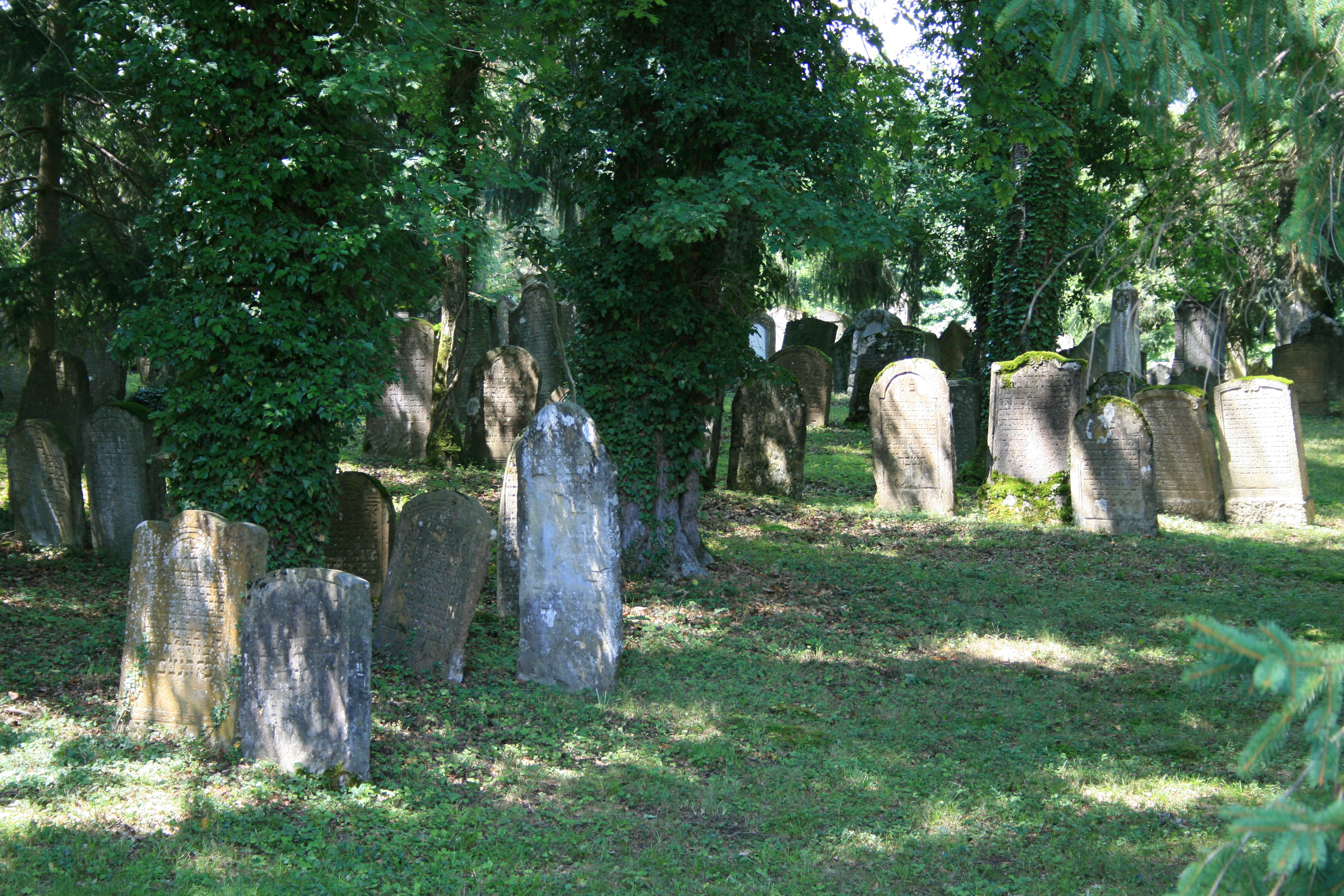
Jüdischer Friedhof Endingen

Melnitz ist ein Roman des Schweizer Schriftstellers Charles Lewinsky, 2006 als Hardcover im Nagel & Kimche Verlag erschienen, 2007 als Taschenbuch bei dtv. 
Der Roman zeichnet beispielhaft die Geschichte der Juden in der Schweiz über vier Generationen nach; der Autor nennt das Buch eine «Saga einer jüdischen Schweizerfamilie zwischen 1871 und 1945». Im gesamten deutschsprachigen Raum wurde Melnitz als grosser Erfolg gefeiert, mit Werken von Flaubert, Fontane und Gottfried Keller verglichen und als Lewinskys Hauptwerk bezeichnet. Dies ist umso bemerkenswerter, als der Autor bisher vor allem als Drehbuchautor von Sitcoms (Fascht e Familie und Fertig lustig) sowie durch Hörspiele und volkstümliche Liedtexte bekannt geworden ist.

## Handlung

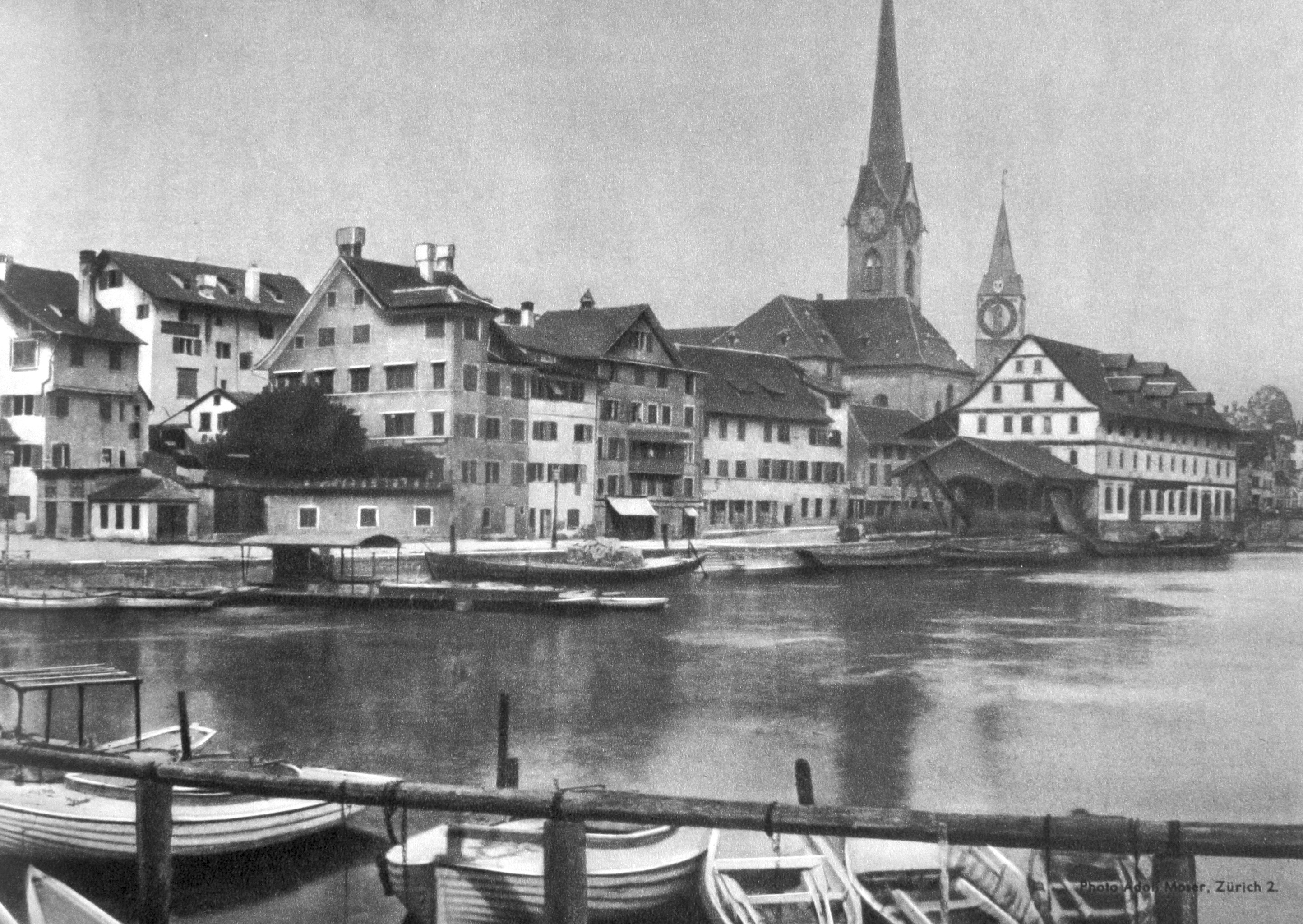
Kratzquartier, Zürich um 1880

Das Buch besteht aus fünf Kapiteln. Sie sind ausschliesslich mit Jahreszahlen überschrieben und werden durch nummerierte Unterkapitel weiter aufgeteilt. Das erste Kapitel «1871» spielt im aargauischen Endingen. Hier werden Salomon Meijer, seine Frau Golde, seine verwöhnte Tochter Mimi und seine Adoptivtochter Chanele sowie weitere jüdische und christliche Bewohner des «Judendorfs» vorgestellt. Als Viehhändler hat es Salomon Meijer zu einigem Wohlstand gebracht. Im folgenden Kapitel «1893» verschiebt sich der Schwerpunkt in die nahegelegene Kleinstadt Baden. Nun werden die Debatten um die Einführung des antisemitisch motivierten Schächtverbots geschildert, das bis heute in Kraft ist. Der Beginn des Kapitels «1913» spielt in Zürich, wo sich die Familie zu einem Sederabend versammelt. Im weiteren Verlauf kommt der Erste Weltkrieg zur Sprache. 
Die Schrecken des Nationalsozialismus spiegeln sich im Kapitel «1937». Ruben Kamionker, der Enkel von Salomon Meijers Adoptivtochter Chanele, fällt als Rabbiner in Halberstadt mit seiner Familie dem nationalsozialistischen Terror zum Opfer. «1945» schliesslich ist ein kurzer Epilog mit einem Rückblick auf den Holocaust. Der Refrain «Immer wenn er gestorben war, kam er wieder zurück» bezieht sich auf den namensgebenden Onkel Melnitz, «der seinen Namen von Chmjelnizki hat». Melnitz fungiert als Widerpart zum Erzähler und verkörpert als Wiedergänger «das nie auszulöschende Gedächtnis an die von Verfolgung geprägte jüdische Geschichte».
Der Anhang enthält ein sorgfältig recherchiertes Glossar mit jiddischen und hebräischen Ausdrücken.

## Rezeption und Auszeichnungen
Melnitz wurde bisher auf Chinesisch, Dänisch, Englisch, Französisch, Hebräisch, Italienisch, Kroatisch, Niederländisch, Schwedisch, Spanisch und Türkisch übersetzt. 2008 wurde die französische Übersetzung mit dem Prix du Meilleur livre étranger ausgezeichnet. Im selben Jahr wurde der chinesischen Version die Auszeichnung als «bester ausländischer Roman» durch die Foreign Literature Learned Society in Peking verliehen. Zudem erhielt das Buch 2009 den schweizerischen «Prix Lipp Suisse». 2013 wurde Melnitz als Schauspiel im Kurtheater Baden aufgeführt.

## Buchausgaben
- Melnitz. Roman. Nagel & Kimche, Zürich 2006, ISBN 3-312-00372-5.
- Melnitz. Roman. Deutscher Taschenbuch Verlag, München 2007, ISBN 978-3-423-13592-4.
- Melnitz. Roman. Diogenes, Zürich 2021, ISBN 978-3-257-07153-5.